# Ptilodactyla serricollis
Ptilodactyla serricollis là một loài bọ cánh cứng trong họ Ptilodactylidae. Loài này được Say miêu tả khoa học năm 1823.